# Eurytoma volkovi
Eurytoma volkovi är en stekelart som beskrevs av Zerova 1994. Eurytoma volkovi ingår i släktet Eurytoma och familjen kragglanssteklar.
Artens utbredningsområde är Kazakstan. Inga underarter finns listade i Catalogue of Life.